# 倪曙
倪曙，字孟曦。福建侯官（今福州市）人。
唐中和（881年～885年）进士，为太学博士。黄巢起义时返乡，后为刘隐幕宾。
南汉高祖刘䶮即位后，任工部侍郎、尚书左丞。后梁龙德元年（921年），任同平章事。